# ترينت بولت
ترينت ألكسندر بولت ولد في 22 يوليو 1989م، لاعب كريكيت نيوزيلندي دولي يمثل فريق الكريكيت النيوزيلندي بجميع الأشكال.
يلعب أيضًا في دوريات T20 المختلفة حول العالم باعتباره لاعبًا سريعًا. يُعتبر أحد أفضل لاعبي البولينج على الإطلاق وهو معروف بمآثره مع الكرة الجديدة في لعبة الكريكيت المحدودة. كان بولت عضوًا رئيسيًا في فريق نيوزيلندا الذي فاز ببطولة العالم للاختبارات ICC 2019-2021.